# Prins Eugen-medaljen
Prins Eugen-medaljen instiftades av konung Gustaf V i samband med hertigen av Närke prins Eugens 80-årsdag 1945. Den förlänas för framstående konstnärlig verksamhet. Den bär prins Eugens bild och bärs på bröstet i vitt-gult-vitt band med blå kantränder. Den utdelas på Eugendagen den 5 november.

## Innehavare
1945
- Olle Hjortzberg, målare
- Isaac Grünewald, målare
- Hilding Linnqvist, målare
- Carl Eldh, skulptör
- Eric Grate, skulptör
- Carl Milles, skulptör
- Nils Einar Eriksson, arkitekt
- Erik Lallerstedt, arkitekt
- Ivar Tengbom, arkitekt
- Edward Hald, glaskonstnär
- Carl Malmsten, möbelformgivare

1946
- Sven X:et Erixson, målare
- Otte Sköld, målare
- Ivar Johnsson, skulptör

1947
- Lars Israel Wahlman, arkitekt
- Erik Fleming, konsthantverkare
- Harald Sallberg, grafiker
- J. F. Willumsen, konstnär
- Wäinö Aaltonen, skulptör
- Henrik Sørensen, målare
- Einar Jonson, skulptör

1948
- Vera Nilsson, målare
- Erik Lindberg, skulptör
- Per Krohg, målare

1949
- Fritiof Schüldt, målare
- Bror Hjorth, skulptör
- Wilhelm Kåge, keramiker och porslinsformgivare

1950
- Sigurd Lewerentz, arkitekt
- Axel Nilsson, målare och grafiker

1951
- John Lundqvist, skulptör
- Arthur von Schmalensee, arkitekt
- Nathalie Krebs, konsthantverkare
- Alf Rolfsen, konstnär

1952
- Medaljen utdelades ej.

1953
- Medaljen utdelades ej.

1954
- Hugo Zuhr, målare
- Paul Hedqvist, arkitekt
- Barbro Nilsson, konsthantverkare
- Alvar Aalto, arkitekt

1955
- Stig Åsberg, grafiker
- Gerhard Henning, skulptör
- Axel Revold, konstnär

1956
- Stig Blomberg, skulptör
- Sven Ivar Lind, arkitekt
- Emil Johanson-Thor, grafiker

1957
- Einar Jolin, målare
- Hakon Ahlberg, arkitekt
- Arthur Percy, konsthantverkare
- Oluf Höst, konstnär
- Marcus Collin, målare

1958
- Ragnar Sandberg, målare
- Robert Nilsson, skulptör
- Wiven Nilsson, silversmed
- Kaj Fisker, arkitekt
- Jóhannes Kjarval, konstnär

1959
- Gunnar Nilsson, skulptör
- Melchior Wernstedt, arkitekt
- Stig Borglind, grafiker
- Axel Salto, konsthantverkare
- Hannah Ryggen, konsthantverkare

1960
- Siri Derkert, målare och skulptör
- Sixten Lundbohm, målare
- Alf Munthe, konsthantverkare
- Adam Fischer, skulptör
- Arnstein Arneberg, arkitekt

1961
- Evert Lundquist, målare
- Tor Bjurström, målare
- Sven Markelius, arkitekt
- Hans Wegner, möbeldesigner
- Dora Jung, konsthantverkare

1962
- Bror Marklund, skulptör
- Arne Jacobsen, arkitekt

1963
- Einar Forseth, målare
- Palle Nielsen, tecknare och grafiker
- Viljo Revell, arkitekt

1964
- Inge Schiöler, målare
- Erik Ahlsén, arkitekt
- Sven Arne Gillgren, konsthantverkare
- Kaj Franck, keramiker
- Reidar Aulie, konstnär

1965
- Max Walter Svanberg, målare
- Bruno Mathsson, möbeldesigner

1966
- Christian Berg, skulptör

1967
- Lennart Rodhe, målare och grafiker
- Björn Veslen, grafiker
- Richard Mortensen, konstnär
- Kain Tapper, skulptör

1968
- Arne Jones, skulptör
- Stig Lindberg, keramiker och textilkonstnär
- Erik Lundberg, arkitekt

1969
- Torsten Renqvist, skulptör
- Gustav Nordahl, skulptör

1970
- Sven Backström, arkitekt
- Leif Reinius, arkitekt
- Sigurd Persson, silversmed
- Arnold Haukeland, skulptör

1971
- Erik Olson, konstnär
- Edna Martin, konsthantverkare
- Torsten Billman, grafiker
- Henry Heerup, konstnär

1972
- Nils Tesch, arkitekt
- Ann Margret Dahlquist-Ljungberg, tecknare
- Carl Theodor Sørensen, arkitekt

1973
- Stellan Mörner, målare
- Alf Lindberg, målare
- Asmund Arle, skulptör
- Viola Gråsten, textilkonstnär
- Jörn Utzon, arkitekt
- Rolf Nesch, grafiker

1974
- Olle Nyman, målare
- Lennart Nilsson, fotograf
- Robert J. Jakobsen, skulptör
- Pentti Kaskipuro, grafiker

1975
- Lage Lindell, målare
- Liss Eriksson, skulptör
- Kjell Lund, arkitekt

1976
- Nisse Zetterberg, målare
- Carl Nyrén, arkitekt
- Sven Ljungberg, grafiker
- Svend Wiig Hansen, konstnär

1977
- Lennart Gram, målare
- Ivar Lindekrantz, skulptör
- Sven Palmqvist, konsthantverkare

1978
- Klas Anshelm, arkitekt
- Ulla Schumacher-Percy, konsthantverkare
- Gunnar Hasselgren, tecknare
- Sigrid Schauman, konstnär
- Arne Ekeland, konstnär

1979
- Edvin Öhrström, skulptör
- Berndt Friberg, konsthantverkare
- Gunnar Norrman, grafiker
- Søren Hjorth Nielsen, konstnär
- Guðmundur Guðmundsson, konstnär

1980
- Endre Nemes, konstnär
- Tore Ahlsén, arkitekt
- Kaisa Melanton, textilkonstnär
- Carl-Henning Pedersen, konstnär
- Tapio Wirkkala, konsthantverkare

1981
- Rune Jansson (konstnär), målare
- Elis Eriksson, skulptör
- Nils Ahrbom, arkitekt
- Gertrud Vasegaard, konsthantverkare
- Reima Pietilä, arkitekt

1982
- Karl Axel Pehrson, målare
- Karin Björquist, keramiker
- Palle Pernevi, skulptör
- Erik Thommesen, skulptör
- Birger Kaipiainen, konsthantverkare
- Sverre Fehn, arkitekt

1983
- Philip von Schantz, målare och grafiker
- Bengt Lindroos, arkitekt
- Sixten Haage, grafiker
- Harald Leth, konstnär
- Lars-Gunnar Nordström, konstnär
- Inger Sitter, konstnär

1984
- Walter Bauer, arkitekt
- Birger Haglund, konsthantverkare
- Cecilia Frisendahl, tecknare
- Egil Jacobsen, konstnär
- Ernst Mether-Borgström, grafiker

1985
- Birgit Broms, målare
- K G Bejemark, skulptör
- Elisabet Hasselberg Olsson, textilkonstnär
- Benny Motzfeldt, konsthantverkare
- Sigurdur Gudmundsson, skulptör

1986
- Carl Fredrik Reuterswärd, målare
- Jan Wallinder, arkitekt
- Jan Gezelius, arkitekt
- Henning Larsen, arkitekt
- Bertil Lundberg, grafiker
- Vuokko Eskolin-Nurmesniemi, formgivare

1987
- Curt Asker, målare
- Gösta Engström, konsthantverkare
- Ejler Bille, konstnär
- Harry Kivijärvi, skulptör

1988
- Gunnar Cyrén, konsthantverkare
- Nils G. Stenqvist, grafiker
- Sven Ingvar Andersson, landskapsarkitekt
- Tone Vigeland, konsthantverkare

1989
- Ingegerd Möller, målare
- Sivert Lindblom, skulptör
- Stig Claesson, tecknare och författare
- Paul Osipow, konstnär
- Rúri, skulptör

1990
- Einar Höste, skulptör
- Bengt Hidemark, arkitekt
- Ingrid Dessau, konsthantverkare
- Per Kirkeby, skulptör
- Synnøve Anker Aurdal, konsthantverkare

1991
- Hertha Hillfon, keramiker
- Lenke Rothman, skulptör och författare
- Ulrik Samuelson, målare
- Erik Asmussen, arkitekt
- Bertel Gardberg, konsthantverkare
- Jan Groth, konstnär

1992
- Pierre Olofsson, målare
- Per Friberg, arkitekt
- Torun Vivianna Bülow-Hübe, konsthantverkare
- Richard Winther, konstnär
- Mauno Hartman, skulptör

1993
- Olle Bonniér, målare
- Lars Englund, skulptör
- Åke Axelsson, möbeldesigner
- Jens Johannesen, konstnär
- Kristján Gudmundsson, konstnär

1994
- Lena Cronqvist, målare och skulptör
- Gunnar Mattsson, arkitekt
- Bengt Liljedahl, konsthantverkare
- Björn Nörgaard, skulptör
- Juha Leiviskä, arkitekt

1995
- Torsten Andersson, målare
- Bertil Vallien, glaskonstnär
- Roj Friberg, tecknare
- Alev Siesby, konsthantverkare
- Kirsti Rantanen, konsthantverkare
- Bård Breivik, skulptör

1996
- Ulf Trotzig, målare
- Lars Kleen, skulptör
- Ove Hidemark, arkitekt
- Vibeke Klint, konsthantverkare
- Outi Heiskanen, grafiker

1997
- Ola Billgren, målare
- Sigvard Bernadotte, industridesigner
- Lasse Söderberg, grafiker
- Jane Reumert, konsthantverkare
- Olav Christopher Jenssen, konstnär

1998
- Tommy Östmar, tecknare
- Gustaf Rosenberg, arkitekt
- Ingegerd Råman, glaskonstnär
- Osmo Valtonen, konstnär
- Magnús Pálsson, konstnär

1999
- Tom Krestesen, konstnär
- Gert Marcus, skulptör
- Helena Hernmarck, konsthantverkare

2000
- Harald Lyth, målare
- Johan Celsing, arkitekt
- Sten Kauppi, textilkonstnär
- Gutte Eriksen, konsthantverkare
- Leonard Rickhard, konstnär

2001
- Laris Strunke, konstnär
- Eva Lange, skulptör
- Signe Persson-Melin, keramiker
- Oiva Toikka, konsthantverkare

2002
- Olle Kåks, målare
- Hans Krondahl, textilkonstnär
- Ralph Erskine, arkitekt
- Ursula Munch-Petersen, konsthantverkare

2003
- Ulla Fries, grafiker och tecknare
- Léonie Geisendorf, arkitekt
- Carl Otto Hultén, konstnär
- Liv Blåvarp, smyckeskonstnär

2004
- Kajsa Mattas, skulptör
- Hans Wigert, målare och grafiker
- Kerstin Öhlin-Lejonklou, silversmed
- Kristian Gullichsen, arkitekt
- Hreinn Fridfinnsson, konstnär

2005
- Olle Ohlsson, silversmed
- Åke Pallarp, målare
- Gert Wingårdh, arkitekt
- A K Dolven, konstnär
- Olafur Eliasson, skulptör

2006
- Nils Kölare, målare
- Gunvor Nelson, konstnär
- Kennet Williamsson, keramiker
- Jacob Jensen, industridesigner
- Jan Olav Jensen, arkitekt

2007
- Leif Bolter, skulptör
- Marie-Louise Ekman, konstnär
- Jan Håfström, målare
- Knud Holscher, arkitekt och industriformgivare

2008
- Dan Wolgers, konstnär
- Hans Hammarskiöld, fotograf
- Thorbjörn Andersson, landskapsarkitekt
- Eija-Liisa Ahtila, konstnär
- Grete Prytz Kittelsen, konstnär

2009
- Lars Olof Loeld, skulptör
- Mats Edblom, arkitekt
- Karin Mamma Andersson, konstnär
- Louise Campbell, formgivare
- Nina Roos, konstnär

2010
- Erika Lagerbielke, konsthantverkare
- Hans Bäckström, arkitekt
- Claes Bäckström, konstnär
- May Bente Aronsen, konstnär
- Matti Kujasalo, konstnär

2011
- Helena Edman, guldsmed
- Rune Rydelius, skulptör
- Gunnar Smoliansky, fotograf
- Hrafnhildur Arnardóttir, textilkonstnär
- Jan Gehl, arkitekt

2012
- Kjell Anderson, målare
- Charlotte Gyllenhammar, skulptör
- Erik Wikerstål, arkitekt
- Janna Syvänoja, konstnär
- Per Inge Bjørlo, skulptör

2013
- Annika Ekdahl, textilkonstnär
- Elisabet Oscarsson, målare
- Bo Swenson, målare
- Martti Aiha, skulptör
- Kjetil Trædal Thorsen, arkitekt

2014
- Jonas Bohlin, inredningsarkitekt
- Kent Lindfors, målare
- Eva Löfdahl, skulptör
- Lene Tranberg, arkitekt
- Pasi Välimaa, textilkonstnär

2015
- Mårten Andersson, målare
- Berit Lindfeldt, skulptör
- Håkan Rehnberg, konstnär
- Sigurd Bronger, konsthantverkare
- Louise Hindsgavl, keramiker

2016
- Ann Edholm, målare
- Pye Aurell Ehrström, arkitekt
- Katarina Grundsell, arkitekt
- Louise Masreliez, arkitekt
- Susanne Ramel, arkitekt
- Hans Cogne, grafisk formgivare
- Anne Tophøj, keramiker

2017
- John-Erik Franzén, konstnär
- Eva Hild, skulptör
- Jockum Nordström, konstnär
- Eero Aarnio, formgivare (Finland)
- Rainer Mahlamäki, arkitekt (Finland)
- Siri Aurdal, skulptör (Norge)

2018
- Margareta Hallek, textilkonstnär
- Jarl Ingvarsson, konstnär
- Mats Theselius, konstnär
- Margrét Harðardóttir, arkitekt (Island)
- Tal R, konstnär (Danmark)

2019
- Enno Hallek, målare och skulptör
- Bengt Isling, landskapsarkitekt
- Sinikka Tuominen, bildkonstnär
- Danh Vo, konstnär
- Ann Wåhlström, glaskonstnär och designer

2020
- Mårten Claesson, arkitekt
- Eero Koivisto, arkitekt
- Britta Marakatt-Labba textilkonstnär
- Sirous Namazi, skulptör
- Ola Rune, arkitekt
- Lea Porsager, konstnär
- Tor Arne, konstnär

2021
- Leif Elggren, konstnär
- Rolf Hansson, konstnär
- Malin Lager, textilkonstnär
- Pálmar Kristmundsson, arkitekt
- Irma Salo Jæger, konstnär

2022
- Andreas Eriksson, konstnär
- Annika Elisabeth von Hausswolff, konstnär
- Per B. Sundberg, keramiker och glaskonstnär
- Beate Hølmebakk och Per Tamsen, arkitekter
- Silja Rantanen, konstnär

2023
- Ulla Forsell, konstnär
- Matts Leiderstam, konstnär
- Ulla Wiggen, konstnär
- Dorte Mandrup (Danmark), arkitekt
- Ragnar Kjartansson (Island), konstnär

2024
- Carina Seth Andersson, formgivare och konstnär
- Gerry Johansson, fotograf
- Annette Senneby, konstnär och professor
- Jari Frondelius (Finland), arkitekt
- Jaakko Keppo (Finland), arkitekt
- Juha Salmenperä (Finland), arkitekt